# دافيد ليلاند
دافيد ليلاند (بالإنجليزية: David Leland)‏ هو ممثل أمريكي، ولد في 6 يناير 1932 في إيطاليا، وتوفي في 7 نوفمبر 1948 بلوس أنجلوس في الولايات المتحدة.

## وصلات خارجية
- دافيد ليلاند على موقع IMDb (الإنجليزية)
- دافيد ليلاند على موقع قاعدة بيانات الأفلام السويدية (السويدية)
- دافيد ليلاند على موقع قاعدة بيانات الفيلم (الإنجليزية)